# Jean-Pascal Fontaine
Jean-Pascal Fontaine (Saint-Louis, 11 marzo 1989) è un calciatore francese, centrocampista del Saint-Pierroise.

## Caratteristiche tecniche
È un mediano.

## Carriera

### Club
Cresciuto nel settore giovanile del Le Havre, ha esordito in prima squadra il 20 agosto 2007 in occasione del match di Ligue 2 vinto 1-0 contro il Nantes.